# Сердунич Любов Андріївна
 Любов Андріївна Сердунич (нар. 1959, с. Теліжинці Старосинявського району Хмельницької області) — українська поетеса, просвітниця, фольклористка, письменниця, журналістка, сценаристка, громадська діячка, волонтерка, радіоведуча, краєзнавиця.

## Родина
Народилась у селянській родині українців.

## Освіта
Закінчила Теліжинецьку восьмирічну (1974) та Старосинявську середню школу (1976).
Вищу освіту здобула в Кам'янець-Подільському педагогічному інституті (1977—1982).

## Трудова діяльність
Працювала вчителькою української мови та літератури в Щербанській 8-річній (1976—1980), Дашковецькій (1980—1985) та Старосинявській середніх школах району (1985—2002), журналістом у Старосинявській районній газеті «Колос» (1989—1999), позаштатним кореспондентом Хмельницької обласної газети «Подільські вісті». Від серпня 2009 до лютого 2013 року була автором і ведучою просвітницьких радіопрограм Хмельницької обласної державної телерадіокомпанії «Поділля — Центр», зокрема: «До рідних витоків», «У нас є все своє», «Криниця. Культура мовлення». Довгий час на громадських засадах вела просвітницьку, краєзнавчу та літературну сторінки у передачах Старосинявського районного радіомовлення.

## Громадська діяльність
Була депутаткою Старосинявської селищної та Старосинявської районної рад (секретар постійної комісії з питань освіти, культури, соціального, транспортного забезпечення та духовного відродження району). Делегатка Х з'їзду АДГУ, Всеукраїнського товариства «Просвіта» імені Т. Г. Шевченка (19.06.2009), Всеукраїнського об'єднання ветеранів, делегатка партійних з'їздів: Українського Народного Руху (9.06.2001), Української народної партії (8.12.2001), Народного Союзу «Наша Україна» (2005, 2008).
Волонтерка з 1995 року. А з листопада 2017 року — заступник голови Старосинявського районного осередку Всеукраїнської громадської організації «Об'єднання українок «Яворина», організовує допомогу українським воякам, бере участь у поїздках на буремний схід України з волонтерською допомогою.
Захоплюється вивченням українського національного світогляду, культури, звичаїв; вишиванням, піснею.
2000 року Любов Сердунич стала членом Національної спілки журналістів України, Національної спілки краєзнавців України (2001; секретар районного осередку), а у жовтні 2018 року увійшла до Національної спілки письменників України.
Вона — член Хмельницької міської літературної спілки «Поділля» (2000), входить до Всеукраїнського товариства «Просвіта» імені Тараса Шевченка (голова районного об'єднання від 1997 р., до правління Хмельницького обласного об'єднання ВТ «Просвіта» імені Т. Г. Шевченка).
Входить до Всеукраїнського об'єднання ветеранів (голова районного відділення від 2009 р., до ради Хмельницького обласного відділення ВОВ).
Засновниця і керівниця Старосинявської районної літературної студії «Муза Надіквиння» (від 1993 року).
Організаторка і голова Старосинявського районного літературного об'єднання «Джерелинка» (від 1998 року). Активна учасниця мітингів та акцій на різних рівнях у підтримку національно-патріотичних дій. Учасниця Помаранчевої революції (листопад — грудень 2004, м. Київ, м. Хмельницький, смт Стара Синява). Учасниця Революції гідності у Києві, Хмельницькому, смт Стара Синява (Хмельниччина).
Нагороджена пам'ятним знаком «Гвардія Революції» (номерний, серпень 2005).
Делегатка IV Всесвітнього форуму українців (серпень 2006, м. Київ).
Почесний краєзнавець Хмельниччини (з 2024 року).
9 березня 2014 першою в Україні презентувала поетичний збірник «Материнська молитва. Українки — героям Майдану» біля пам'ятника Тарасові Шевченку в Старій Синяві під час урочистостей з нагоди 200-ї річниці від дня народження поета.
Організаторка, сценаристка, учасниця і ведуча літературно-мистецьких програм «Три матері, три долі, три калини».

## Творчість

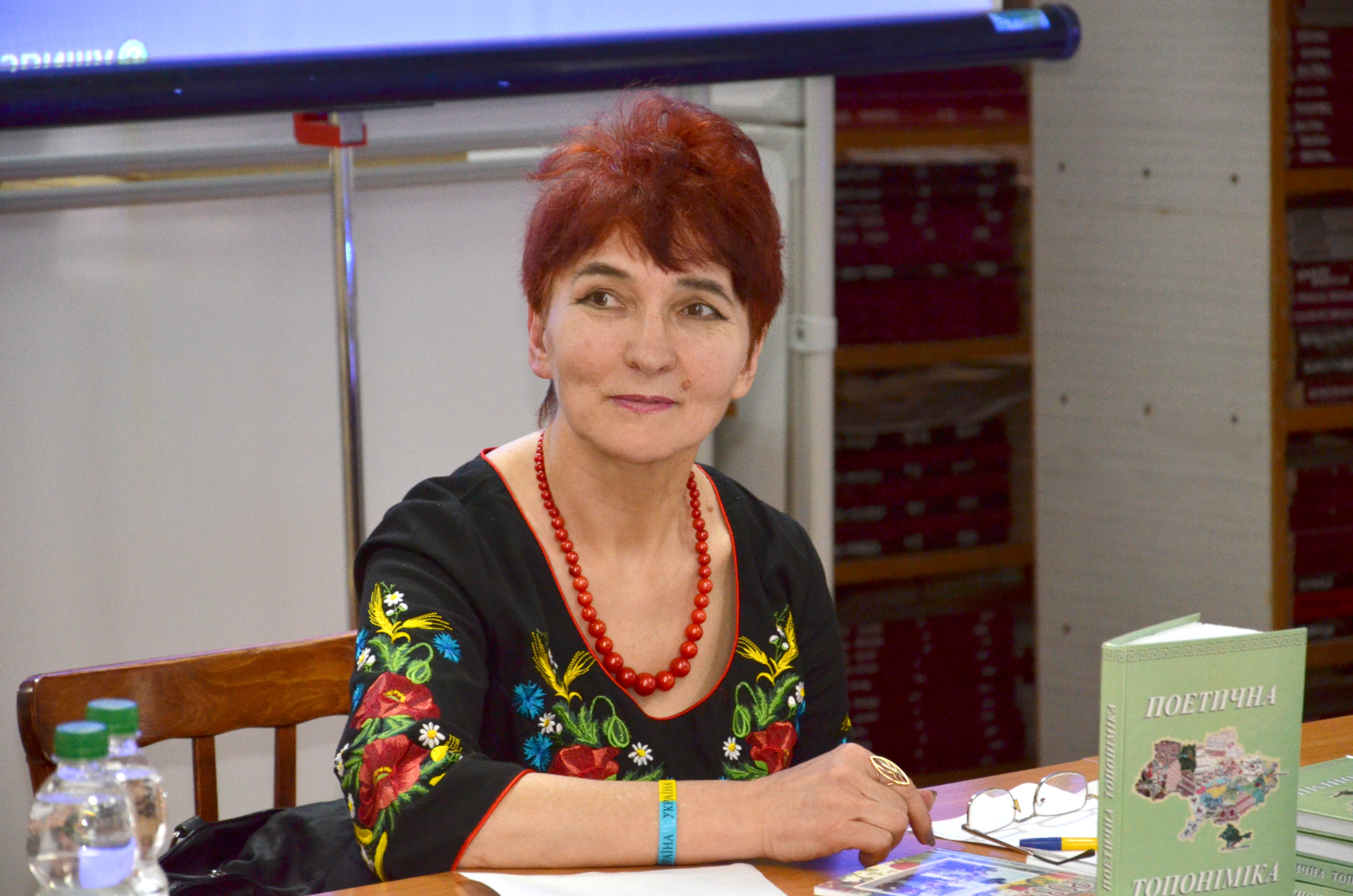
Любов Сердунич під час презентації «Поетичної топоніміки» в Тернопільській обласній універсальній науковій бібліотеці (17.02.2016)

Вірші почала писати у 12 років, прозу — у 16. Публікувалась у часописах: «Дивослово», «Українська культура», «Педагогічний вісник», «Радосинь», «Заповіт батьків», «Рідна Віра»; у газетах: «Колос», «Голос громади», «Подільські вісті», «Проскурів», «Літературна громада», «Високий замок», «Народне слово», «Демократична Рівненщина», «Порадниця», «Жива вода», «Хмельниччина», «Подільський кур'єр», «Майбуття», «Подільські новини», «Крок», «Пульсуючі джерела», «Я та місто», «Скрижалі», «Бережанське віче» та інших. Вірші Любови Сердунич звучали в радіоетері смт Стара Синява, м. Хмельницький, м. Київ, м. Хмільник, м. Дніпропетровськ, м. Старокостянтинів та інших міст.
Письменницький доробок Любови Сердунич містить переважно поезію та прозу для дорослих і дітей, а також дослідницькі, етнографічні, краєзнавчі й публіцистичні праці та інші книжки. Перекладає з московинської.
Твори Любови Сердунич увійшли до понад півсотні колективних збірників та альманахів, зокрема: «Вінтаж», «Берегиня», «Скіфія», «Безсоння вишень», «Осик осінній сон», «Творче Поділля. Ювілей», а також до збірки «Материнська молитва. Українки — героям Майдану», антології майданівських віршів «Небесна Сотня»; «Говорить Майдан», до збірника «Євромайдан: хроніка в новелах», до колективного збірника творів до 200-річчя Т. Г. Шевченка «…і вічне Тарасове слово…»
Учителі-словесники вивчають її творчість на уроках української літератури рідного краю.
Переможниця XVIII бойківського літературно-краєзнавчого конкурсу ім. Мирона Утриска (диплом І ст.) за книги «Із народної криниці», «Вустами правди і болю», «Душа не терпить порожнечі», «Дві барви» (2014).
Переможниця і лавреатка всеукраїнського конкурсу «Українська мова — мова єднання» (м. Одеса, 2017, 2018, 2019, 2023 роки).
Переможниця і лавреатка всеукраїнського конкурсу «Українська мова – мова єднання» (м. Одеса, 2017, 2018, 2019, 2023 роки). 

### Авторські книги
- «Перша крапелька» (твори для дітей). — Стара Синява: МП «Офсет», 1996. —  19 с.
- «Джерелинка» (громадянська лірика). — Стара Синява: МП «Офсет», 1996. — 48 с.
- «Квіти грудня» (інтимна лірика). — Стара Синява: МП «Офсет», 1996. — 36 с.
- «Городище над Іквою» (історична поема про часи Болохівської Руси). — Хмельницький: НВП «Евріка» ТОВ, 2000. — 52 с.
- «На човнику долоньки» (твори для дітей). — Хмельницький: НВП «Евріка» ТОВ, 2002. — 52 с.
- «Загублений перстень» (лірика; переклади з московинської). — Хмельницький: міська друкарня, 2003. — 72 с.
- «Барва смерті — 33-й» (дослідження голодоморів: художні твори та статті автора, свідчення очевидців). — Хмельницький: міська друкарня, 2004. — 66 с.
- «Душа не терпить порожнечі» (поезія). — Хмельницький: ПП Мельник А. А., 2005. — 89 с.
- «ОдКРОВеннЯ» (поезія, проза). — Хмельницький: ПП Мельник А. А., 2007. — 140 с.
- «Краплини сонця на долоньці» (твори для дітей). — Городок: «Бедрихів край», 2007. — 48 с.
- «Вустами правди і болю» (фольклор періоду голодоморів). — Київ: Видавництво Сергія Пантюка, 2009, 2010. — 120 с.
- «Із народної криниці» (посібник для закладів освіти та культури. Збірник сценаріїв народознавчого характеру. — Київ: Видавництво ПП Пантюка С., 2010. — 248 с.
- «Із народної криниці» (посібник для закладів освіти та культури. Збірник сценаріїв народознавчого характеру. — Городок: «Бедрихів край», 2011. — 264 с.
- «Дві барви» (поезія). — Городок: «Бедрихів край», 2011. — 128 с.
- «Вітражі жартів» (паліндроми). — Київ: Видавництво Сергія Пантюка, 2013. — 100 с.
- «Столиця твого родоводу» (Історія села Теліжинці Старосинявського району Хмельницької области): історично-краєзн. вид. — Хмельницький: ФОП Крисюк, 2015. — 308 с.: іл.
- «Зайдам — зась!». (Поезія та проза про Майдан та путлерівсько-українську війну). — Хмельницький: Видавництво ФОП Цюпак А. А., 2016. — 80 с.: іл.
- «Розвиднень». (Поезія, проза, додаткові матеріали). — Хмельницький: Видавництво ФОП Цюпак, 2018. — 260 с.: іл. Другий випуск «Розвидненя» — 2020 року: «Розвиднень». (Поезія, проза, додаткові матеріали). — Вінниця: Видавництво «ТВОРИ», 2020. — 260 с.: іл. Третій випуск — 2020 року: «Розвиднень». (Поезія, проза, додаткові матеріали). — Київ: Видавництво «Український пріоритет», 2020. — 264 с.: іл.
- «І слово боролось». (Український фольклор періоду голодоморів, авторські краєзнавчі й публіцистичні статті та художні твори про голодомори). — Хмельницький: Видавництво ФОП Цюпак, 2018. — 140 с.: іл.
- «Сучасний, злободенний, вічний» (поезія, проза, публіцистика, додатки про Т. Шевченка). — Хмельницький: Видавець ФОП Цюпак, 2019. — 156 с., іл..
- «Без чого не буває дня?» (Вірші, загадки, пісні, лічилки, акровірші, шаради, мовні та літературні ігри для дітей молодшого шкільного віку). — Хмельницький: Видавець ФОП Цюпак, 2019. — 60 с., іл.
- «Народитися вдруге» (Матеріали про рідний світогляд). — Вінниця: Видавництво «ТВОРИ», 2020. — 80 с., іл.
- «Таємниці двохсот місяців» (Есе-колодар). — Вінниця: Видавництво «ТВОРИ», 2021. — 160 с., іл.
- «До Врат Острозьких» (Історичне трипоем'я). — Вінниця: Видавництво «ТВОРИ», 2021. — 76 с., іл.
- «Перука для Оленки» (Проза). — Вінниця: Видавництво «ТВОРИ», 2022. — 304 с., кол. іл.
- «З піснею ми – незборимі» (Пісенник).  – Вінниця: ТВОРИ, 2023. – 196 с., кол. іл.
- «ШаВлія» (Інтимно-еротична лірика). — Вінниця: Видавництво «Твори», 2024. — 152с., іл.

### Поетичні збірки
- «Джерелинка», «Квіти грудня» (1996),
- «Душа не терпить порожнечі» (2005),
- «Загублений перстень» (2003),
- «Городище над Іквою» (2000),
- «Дві барви» (2011),
- «Вітражі жартів» (2013);
- «Зайдам — зась!» (2016).
- «До Врат Острозьких» (2021).
- «ШаВлія» (2024).

### Книги для дітей
- «Перша крапелька» (1996),
- «На човнику долоньки» (2002),
- «Краплини сонця на долоньці» (2007).
- «Без чого не буває дня?» (Вірші, загадки, пісні, лічилки, акровірші, шаради, мовні та літературні ігри для дітей молодшого шкільного віку). — Хмельницький: Видавець ФОП Цюпак, 2019. — 60 с., іл.).

### Проза, посібники, дослідження
- «ОдКРОВеннЯ» (поезія, проза; 2007),
- «Барва смерті — 33-й» (власні твори та дослідження про голодомори в Україні; 2004),
- «Вустами правди і болю» (фольклор періоду голодоморів; 2009, 2010),
- «Із народної криниці» (посібник для закладів освіти та культури, збірник сценаріїв державних та народних свят); 2010, 2011);
- «І слово боролось». (Український фольклор періоду голодоморів, авторські краєзнавчі й публіцистичні статті та художні твори про голодомори). — Хмельницький: Видавництво ФОП Цюпак, 2018. — 140 с.: іл.
- «Сучасний, злободенний, вічний» (поезія, проза, публіцистика, додатки про Т. Шевченка; 2019).
- «Розвиднень». (Поезія, проза, додаткові матеріали). — Вінниця: Видавництво «ТВОРИ», 2020. — 260 с.: іл. Третій випуск: «Розвиднень». (Поезія, проза, додаткові матеріали). — Київ: Видавництво «Український пріоритет», 2020. — 264 с.: іл.
- «Таємниці двохсот місяців» (Есе-колодар). — Вінниця: Видавництво «ТВОРИ», 2021. — 160 с., іл.
- «Перука для Оленки» (Проза). — Вінниця: Видавництво «ТВОРИ», 2022. — 304 с., кол. іл.

### Редактор-упорядник книжок
- «Надіквиння» (альманах Старосинявської районної дитячої літературної студії «Муза Надіквиння»), Хмельницький: Видавництво Алли Цюпак, 2008. — 72 с.;
- Віталій Войтко, «Мамина пісня». — Хмельницький: Видавництво С. Пантюка, 2009. — 64 с.,
- Нечипоренко Лад, «Пантеон — Слава України-Руси». Хмельницький: Видавництво Сергія Пантюка, 2009. — 400 с.;
- «Розмай» (альманах Старосинявського районного літературного об'єднання «Джерелинка»), Хмельницький: Видавництво ПП Цюпак А. А., 2010. — 68 с.;
- «Село моє, ти — писанка подільська» (альманах Старосинявського літературного об'єднання «Джерелинка»). — К.: Видавництво Сергія Пантюка, 2009. — 78 с.;
- «Квітне у Хміль-граді Золота Троянда» : альманах Хмільницького літературно-мистецького клубу «Золота троянда». — Хмельницький: Видавець ПП Цюпак А. А., 2010. — 96 с.;
- «Материнська молитва. Українки — героям Майдану»: Поезії / Київ: Видавництво «Наш Формат», 2014, 71 с.
- «Україна-мати кличе нас повстати» (Краєзнавчі дослідження, публіцистичні статті та художні твори про ОУН і УПА) / Редактор-упорядник Любов Сердунич. — Хмельницький: Видавець ФОП Цюпак А. А., 2014. — 160 с.: іл..
- «Голосом Майдану» (Поезія і проза / упорядкування, редагування, передмова — Любов Сердунич). — Вінниця: Т. П. Барановська, 2014. — 80 с. + 8 с. іл.);
- «Поетична топоніміка»: Поезія та проза про села і міста України. (Літературно-краєзнавче видання. Альманах). — Редактор-упорядник — Любов Сердунич / Хмельницький: ФОП Цюпак, 2015. — 228 с.: іл.;
- «Поетична топоніміка»: Поезія, проза про топоніми України. (Літературно-краєзнавче видання. Альманах). — Редактор-упорядник — Любов Сердунич / Хмельницький: ФОП Цюпак, 2018. — 248 с.: іл.
- Володимир Терновий, «Щедрий квіт» : (Літературні есе). — Житомир: Видавець О. О. Євенок, 2021. — 252 с.;
- «Три матері, три долі, три калини» (Збірник поезії); – Вінниця: Видавництво «Твори», 2021, с. 60, іл.).

### Аудіографія
Вірші Любови Сердунич та її дослідження про голодомор увійшли до компакт-диску «Нареченим 33-го…» (CD-audio, 2008) аудіозапис восьми історично-дослідницьких радіопередач виробництва ДП «Старокостянтинівська районна ТРК» про Голодомор 1932—1933 на Старокостянтинівщині.
- Добірка віршів для дітей зі збірки Любови Сердунич «Перша крапелька» (аудіо). Читає Андрій Пістун
- Андрій Пістун читає «Осінню казку» (аудіо)
- Андрій Пістун читає казку Любови Сердунич «Гатилів дуб» (аудіо)
- Оповідки Любови Сердунич у прочитанні школярів

### Пісні
Понад 150 віршів Любові Сердунич поклали на музику композитори: Сергій Цушко («Самота нікого не щасливить»), Анатолій Лотишко («Старосинявська весна», «Моє Поділля», «Старосинявщина», «Славень ЦССМ»), Степан Дзюба («Старосинявський марш», «Марш старосинявських юних козаків»), Лариса Макогонська («Зорепад красилівський»), Тетяна Паламарчук («ПОРА! (Славень української молоді»), Віталій Войтко («Синявчанка»), Віра Шурман (близько трьох десятків пісень: «Любе подвір'я…», «Озвуч мої вірші», «Пахне новою планетою ранок», «31 квітня», «Тихіше говори», «Якщо цвісти мені…»…), Микола Назарівський («Літо»), Вікторія Бондаренко («Стара Синява»), Іван Пустовий («Душа-вербичка», «Вишня під вікном»), Ольга Пенюк-Водоніс («Вишиваночка», «Моя Україна»), В'ячеслав Чорний («Дума про українських кобзарів, лірників, бандуристів, знищених імперським режимом»), Мирослав Пастернак, Сергій Гурін, Леся Соболевська...

## Нагороди та відзнаки
- Лавреат Хмельницької обласної премії ім. Микити Годованця у галузі літературної діяльності та популяризації української мови — за вагомий особистий внесок в утвердження духовності, розвиток української мови та культури (2009)[4].
- Лавреатка Хмельницької крайової премії імені Лесі Українки у галузі літературної діяльности та популяризації української мови — за подвижницьку літературну діяльність, служіння народові та Україні, дослідження та вірші про Лесю Українку (2021)
- Леді ордена «За заслуги» III ступеня — за особливі заслуги перед українським народом (дослідження голодоморів та активну громадську діяльність) (2007)[5].
- Медаль «Будівничий України» (за вагомий особистий внесок у справу українського національного відродження, розбудову та зміцнення Української держави; № 766, 5 лютого 2014 р.).
- «ЗОЛОТА ВІДЗНАКА» Фундації «Українська Наука і Освіта, Інк.» (США) «за довголітній особистий вклад у розвиток української освіти та державності у цілому, за плекання української мови та дбання про наступні покоління Українців у власній державі» (серпень 2018 року).
- Переможниця (2-е місце) у літературному конкурсі «Урок прози» на всеукраїнському літературному фестивалі «Просто на Покрову» (2021 р.).
- Дипломантка (лавреатка) Приватної літературної премії «Рівненський акцент» (2021, 2023 р.).
- Диплом ІІ ступеня VI, заключного, етапу Міжнародного проекту-конкурсу «Тарас Шевченко єднає народи» (номінація «Мій Шевченко: літературний») (2021 р.).
- Лавреатка міжнародної літературно-мистецької премії імени Пантелеймона Куліша (2024 р.).

## Рецензії та відгуки
- Василь Кравчук. «Її цвіт папороті» // Подільські вісті. — 31 серпня 2004).
- Тетяна Череп-Пероганич (28 березня 2014). «Загублений перстень» Любови Сердунич. Вебпортал творчих, талановитих, ініціативних берегинь «Жінка–Українка». Архів оригіналу за 31 березня 2014. Процитовано 29 березня 2014..
- Леся Шмигельська (8 лютого 2015). «Відгук на збірку Любови Сердунич «Вітражі жартів»». сайт «Клуб Поезії». Архів оригіналу за 15 квітня 2016. Процитовано 26 березня 2016..
- Калакура Я., «Історичне – словом поетичним» (20.09.2021):
- Лискун Ю., «Енциклопедія місяцезнавства» (28.09.2021)
- Матеуш В., «Читаю книгу про місяці року і розмірковую» (01.10. 2021):  [Архівовано 5 жовтня 2021 у Wayback Machine.]

## Вислови автора
- «Пасивна людина не може називатися патріотом. Слова треба доводити діями».
- «Виклик — це не лише сміливість, а й ризик».